# Veine gastrique droite
La veine gastrique droite (anciennement veine pylorique) draine le sang de la petite courbure de l'estomac vers la face antérieure de la veine porte hépatique.
Elle fait partie de la système porte. 